# Estación de Paracuellos-Sabiñán
Estación de Paracuellos-Sabiñán vasútállomás Spanyolországban, Paracuellos de la Ribera településen a Madrid–Barcelona-vasútvonalon.

## Kapcsolódó állomások
A vasútállomáshoz az alábbi állomások vannak a legközelebb:
- Estación de Embid de Jalón
- Estación de Saviñán